# Яромир (князь Чехії)
Яромир I (*Jaromír бл. 975  —4 листопада 1035) — князь Богемії у 1003, 1004—1012, 1034—1035 роках.

## Життєпис
Походив з династії Пржемисловичів. Один з молодших синів Болеслава II, князя Богемії, та Емми Мельник. Про діяльність замолоду відсутні дані.
У 1001 році його старший брат Болеслав III, який став новим князем після смерті Болеслава II у 992 році, наказав каструвати Яромира. Після замаху на іншого брата — Олдржиха — Яромир разом з останнім втік до баварського двору у Регенсбурзі. Втім 1003 року разом з братом зумів повернутися на батьківщину, де став новим князем Чехії. Втім Болеслав III зібрав військо і знову вигнав братів з країни.
Яромир і Олдржих знову втекли до Німеччини, де користувалися заступництвом імператора Генріха II. Останній у 1004 році допоміг Яромиру посісти трон Богемії. Останній приніс імператору васальну присягу.
Більшу частину свого першого правління Яромир провів в Богемії, намагаючись відвоювати Моравію у Польщі (невдало) та брав участь у походах імперії проти мільчан у 1004 році, де захопив місто Будишин (1007 року місто було втрачено) та до Сілезії у 1005—1010 роках. Завдяки цьому Олдржиху вдалося настільки зміцнити своє становище в Чехії, що в 1012 році він повалив Яромира. Той утік спочатку в Польщу, а потім до Німеччини, але імператор Генріх взяв його в полон, де Яромир провів 21 рік, а чеський престол дістався Олдржихові.
У 1033 році імператор Конрад II повернув князівський трон Яромиру, проте вже навесні 1034 року вимушений був поділити Богемію разом з братом і небожем Бржетіславом. Втім Олдржих схопив Яромира, наказав засліпити того і кинути до в'язниці в місті Ліса-над-Лабєм. Існує версія, що після наглої смерті Олдржиха Яромир добровільно передав владу Бржетіславу, а потім був убитий за наказом представників роду Вршовців.